# Recordia
Recordia är ett växtsläkte i familjen verbenaväxter. den består av en enda art: Recordia boliviana Moldenke (1934). Den finns i Bolivia.